# Myiarchus swainsoni
A Myiarchus swainsoni a madarak osztályának a verébalakúak (Passeriformes) rendjébe, a királygébicsfélék (Tyrannidae) családjába tartozó faj.

## Rendszerezése
A fajt Jean Cabanis és Ferdinand Heine írták le 1837-ben. Tudományos faji nevét William Swainson angol természettudós, művész és gyűjtő tiszteletére kapta.

## Alfajai
- Myiarchus swainsoni albimarginatus Mees, 1985
- Myiarchus swainsoni ferocior Cabanis, 1883
- Myiarchus swainsoni pelzelni Berlepsch, 1883
- Myiarchus swainsoni phaeonotus Salvin & Godman, 1883
- Myiarchus swainsoni swainsoni Cabanis & Heine, 1859[2]

## Előfordulása
Dél-Amerikában, Trinidad és Tobago, valamint Argentína, Bolívia, Brazília, Ecuador, Francia Guyana, Guyana, Kolumbia, Paraguay, Peru, Suriname,  Uruguay és Venezuela területén honos.
Természetes élőhelyei a szubtrópusi vagy trópusi száraz erdők, mangroveerdők, síkvidéki és hegyi esőerdők, szavannák és cserjések, folyók és patakok környékén, valamint másodlagos erdők és városi régiók. Vonuló faj.

## Megjelenése
Testhossza 15 centiméter.
|  |

## Természetvédelmi helyzete
Az elterjedési területe rendkívül nagy, egyedszáma pedig stabil. A Természetvédelmi Világszövetség Vörös listáján nem fenyegetett fajként szerepel.